# Зарічне (Бериславський район)
Зарі́чне — село в Україні, у Високопільській селищній громаді Бериславського району Херсонської області. 
Село тимчасово окуповане російськими військами 24 лютого 2022 року.
Розташоване на правому березі річки Інгулець, в 21 км на північний захід від районного центру і в 10 км від найближчої залізничної станції Блакитне. Засноване наприкінці XVIII століття (до 1963 року — Блакитне). Населення становить 623 осіб (2001 рік).

## Історія
Поселення виникло у 1790 році під назвою Шкурено.
У 1859 році село перейменоване в Блакитне.
Станом на 1886 рік в селі Заградівської волості мешкало 507 осіб, налічувалось 96 дворів.
У 1894 році в селі жили 946 мешканців (471 чоловічої і 475 жіночої статі) і налічувалося 142 дворів. За чисельністю жителів Блакитне було другим селом Заградівської волості, після Заградівки. Тут діяла школа грамоти з 28 учнями (26 хлопчиків і 2 дівчинки), одна торговельна лавка.
В 1910-му році зареєстровано перший запис в метричній книзі православної церкви Трьох Святителів (Василя Великого, Григорія Богослова, Іоанна Златоуста). За словами очевидців церква була зруйнована під час обстрілу в роки Великої Вітчизняної війни.
Церква Трьох Святителів розташовувалась на території сучасної школи-сад.
За даними Всеросійського сільськогосподарського перепису 1916 року, село Блакитне відносилося до Архангельської волості Херсонського повіту Херсонської губернії і налічувало 207 господарств. Населення становило 1217 осіб — 525 чоловічої статі та 692 жіночої.
Під час організованого радянською владою Голодомору 1932—1933 років померло щонайменше 56 жителів села.
12 червня 2020 року, відповідно до Розпорядження Кабінету Міністрів України від № 726-р «Про визначення адміністративних центрів та затвердження територій територіальних громад Херсонської області», увійшло до складу Високопільської селищної громади.
19 липня 2020 року, в результаті адміністративно-територіальної реформи та ліквідації  Високопільського району, увійшло до складу Бериславського району.

## Населення
Згідно з переписом УРСР 1989 року чисельність наявного населення села становила 633 особи, з яких 293 чоловіки та 340 жінок.
За переписом населення України 2001 року в селі мешкали 623 особи.

### Мовний склад
Рідна мова населення за даними перепису 2001 року:
| Мова       | Чисельність, осіб | Доля     |
| ---------- | ----------------- | -------- |
| Українська | 597               | 95,83 %  |
| Російська  | 19                | 3,05 %   |
| Інше       | 7                 | 1,12 %   |
| Разом      | 623               | 100,00 % |